# Brieštie
Brieštie (Hongaars: Berestyénfalva) is een Slowaakse gemeente in de regio Žilina, en maakt deel uit van het district Turčianske Teplice.
Brieštie telt 138 inwoners.